# Valier (Tolkien)
De valier zijn in de werken over de fictieve geschiedenis van de wereld van J.R.R. Tolkien de vrouwelijke godinnen naast de mannelijke valar. Ze worden ook 'de koninginnen van de valar' genoemd. De valar en valier zijn de veertien grootste ainur, door Eru Ilúvatar geschapen, die Arda betraden en haar en haar volkeren vormgaven.
Er zijn de volgende valier:
- Varda - Elbereth, de vrouw van Manwë Súlimo
- Yavanna Kementári, de vrouw van Aulë en de zuster van Vána
- Nienna - de zuster van Mandos en Irmo (Lórien)
- Estë - de echtgenote van Irmo (Lórien)
- Vairë - de echtgenote van Mandos
- Vána - de echtgenote van Oromë en de zuster van Yavanna
- Nessa - de zuster van Oromë en de vrouw van Tulkas

Varda, Yavanna en Nienna worden bovendien tot de aratar gerekend, leden van de kernraad van de machten.